# Madonna con la ametralladora
Madonna con la ametralladora (en letón: Madonna ar ložmetēju) es una pintura realizada por el artista letón Kārlis Padegs del año 1932. La pintura pertenece al Museo Nacional de Arte de Letonia en Riga.

## Descripción
El diseño de la pintura describe a una mujer virgen con cara inocente ataviada con botas y casco y con una arma formidable tipo ametralladora en la mano.

## Europeana 280
En abril de 2016, la pintura Madonna con la ametralladora fue seleccionada como una de las diez más grandes obras artísticas de Letonia por el proyecto Europeana.